# Carrick (Argyll and Bute)
Carrick, schottisch-gälisch: Carraig, ist eine kleine Ortschaft auf der dünn besiedelten schottischen Halbinsel Cowal in der Council Area Argyll and Bute. Sie liegt am Ufer des Meeresarmes Loch Goil nahe der Abzweigung aus Loch Long etwa jeweils 17 Kilometer nordwestlich von Helensburgh und südöstlich von Inveraray. Der Name „Carrick“ leitet sich von gälisch „Carraig“ (Fels) und nicht von der schottischen Region Carrick ab.

## Geschichte
Die Ortschaft entwickelte sich um die direkt am Ufer befindliche Burg Carrick Castle des Clans Campbell. Diese stammt wahrscheinlich aus dem 14. Jahrhundert und ist heute in den schottischen Denkmallisten in die höchsten Denkmalkategorie A einsortiert. Im Zuge der Aufstände gegen König Jakob II., in die John Campbell, der neunte Duke of Argyll, involviert war, bombardierte die HMS Kingfisher Carrick Castle. Das Gebäude wurde schwer beschädigt und von diesem Zeitpunkt an allenfalls sporadisch genutzt und verfiel weitgehend. 1988 begannen Restaurierungsarbeiten, bei denen weite Teile des ursprünglichen Bauwerks wiederhergestellt und bewohnbar gemacht wurden.